# Mangonia Park
Mangonia Park é uma vila localizada no estado americano da Flórida, no condado de Palm Beach. Foi incorporada em 1947.

## Geografia
De acordo com o United States Census Bureau, a vila tem uma área de 1,9 km², onde todos os 1,9 km² estão cobertos por terra.

### Localidades na vizinhança
O diagrama seguinte representa as localidades num raio de 8 km ao redor de Mangonia Park.

## Demografia
Segundo o censo nacional de 2010, a sua população é de 1 888 habitantes e sua densidade populacional é de 985,08 hab/km². Possui 750 residências, que resulta em uma densidade de 391,32 residências/km².